# Gnojnica
Pour l’article homonyme, voir Gnojnica (Pologne).
Gnojnica (en cyrillique : Гнојница) est une localité de Bosnie-Herzégovine. Elle est située dans la municipalité de Lukavac, dans le canton de Tuzla et dans la fédération de Bosnie-et-Herzégovine. Selon les premiers résultats du recensement bosnien de 2013, elle compte 2 962 habitants.

## Démographie

### Évolution historique de la population
| 1948 | 1953 | 1961  | 1971  | 1981  | 1991  | 2013  |
| ---- | ---- | ----- | ----- | ----- | ----- | ----- |
| -    | -    | 2 022 | 2 570 | 2 785 | 3 093 | 2 962 |

|  |